# T-DJ Milana
T-DJ Milana (Lugansk, 12 de febrero de 1989), nombre artístico de Julia Igorevna Rysina, es una DJ, compositora, bailarina y modelo ucraniana, más conocida por actuar en topless en sus sets.

## Biografía
Nació en febrero de 1989 en la ciudad de Lugansk. Hasta 2007 se dedicó al mundo del modelaje, pero luego se trasladó a Járkov, donde comenzó su carrera de DJ en topless en el club MISTO y formó el proyecto Quattro Hand's Stuff junto con DJ Viniloff.
En 2009, T-Dj Milana comenzó una gira de dos meses por los clubes de Bulgaria, Croacia y Macedonia, tras la cual fue invitada especial en el programa de entrevistas The Late Show with Azis.
En 2010, presentó su primer tema Feel, Real y su videoclip, y también organizó una gira de una semana en Indonesia y repetidas giras en Bulgaria y Rusia. En 2011, el sencillo de Julia fue utilizado y apoyado por varios DJs, así Paul Oakenfold lo utilizó en su episodio 094 ¡Perfecto Podcast!, y James Grant, en su programa de radio Anjunadeep.
En 2013 y 2014, Milana participó dos veces en el programa de televisión Dice Ucrania, en el canal TRC Ukraina. En agosto del mismo año, actuó por primera vez en Ibiza, donde inmediatamente recibió el estatus de residente de una importante fiesta en barco, Oceanbeat Ibiza. También en 2013, protagonizó el vídeo de la canción Gimme some more de la artista búlgara Valya.